# Павле Соларић
Павле Соларић (Бјеловар, 1779. (или пре 1781) — Венеција, 6. јануар 1821) био је српски лингвиста, географ, археолог, просветитељ и песник.

## Биографија
Рођен у свештеничкој породици, у месту Велика Писаница код Бјеловара. Гимназију је похађао у Загребу и Сремским Карловцима. Студије започете у Загребу завршио је 1803. године. По завршетку студија отишао је у Италију, где се првенствено посветио писању и научном раду. Из родне Велике Писанице наручио је 1818. године чувени Вуков Српски рјечник. Умро је на Богојављење 1821. године, у Венецији у великом сиромаштву.
Успешно се бавио превођењем са француског, немачког и италијанског. Залагао се за световно образовање Срба и, уз Доситеја Обрадовића и Атанасија Стојковића, сматра се највећим просветитељем свога доба. Павле Соларић је прихватио начело 47 година старијег Јохана К. Аделунга „Пиши као што говориш, читај као што је написано“. Сава Мркаљ у „Салу дебелога јера“, издање из 1810. на страни 8 каже: „Будушти наш Аделунг, господин Соларић...“ Оригинална верзија тог начела је гласила: Најлучше је устројено оно писмо, гдје како говори се тако пише се, и како је записано тако чита се. Био је цењен од стране својих савременика славних пријатеља Доситеја Обрадовића (и ученик), Саве Мркаља, Лукијана Мушицког, Вука Караџића.
Године 1804. је написао „Ново гражданско земљописаније“ — прву географију на српском језику — која је имала велики одјек у ондашњем српском друштву и култури. Ово дело, као и атлас „Пјешиј земљеписник“, објављени су у Венецији и представљају прве уџбенике и картографске радове на српском језику, чиме је Соларић поставио темеље српске географске науке. Његов рад није само проширио географска знања, већ је допринео и стандардизацији српског језика у научној литератури.
Након његове смрти остало је много рукописа, у којима се бавио српском граматиком, почецима словенства, човеком, математиком и Америком. Посебно је значајан његов рукопис „Рода славенскога почетак, размноженије, породе и изроди“, који се чува у Архиву САНУ у Београду. У овом делу Соларић је кроз компаративно проучавање језика, историје и традиција покушао да систематизује и опише порекло Словена, доказујући достојанство и „светост“ словенског језика као темеља цивилизације. Његова методологија укључивала је и анализу санскрита и индоевропских језика, што сведочи о његовој упућености у савремене научне токове.
Поред географских и филолошких радова, Соларић је био и један од првих српских књижевних историчара. Његов „Поминак књижески" (1810) сматра се првим покушајем систематске историје српске књижевности, са прецизним описима књига штампаних на ћирилици и глагољици у Венецији. Такође, његов чланак „Погледи на језик и књижевност илирическо" из 1820. године представља први концизни преглед српске књижевности и разматра питања стандардног језика, писма и верских подела међу Србима.
Због негативне критике његове поезије од стране Јована Скерлића, Павле Соларић бива заборављен и непознат широј читалачкој публици све до краја двадесетог века када његове песме бивају објављене у књизи коју је приредио Здравко Крстановић.
Поновно интересовање за Соларићеву поезију је покренуо Милорад Павић сврставши је у предромантизам. У архиву САНУ налази се заоставштина Павла Соларића.